# Войтович, Нина Трофимовна
Нина Трофимовна Войтович (10 июля 1913, Дрисса — 4 марта 1976, Минск) — советский языковед. Доктор филологических наук (1967). Лауреат Государственной премии СССР (1971).

## Биография
Родилась в семье учителя. Окончила Полоцкий педагогический техникум (1930), Минский педагогический институт (1937), где в 1948—1956 гг. заведовала кафедрой русского языка. С 1956 г. — в Институте языкознания НАН Беларуси. Занималась диалектологией и историей белорусского языка.

## Научная деятельность
Автор учебника для 6-го класса «Родная литература» (1-16 изд., 1945—1960), соавтор работ «Диалектологический атлас белорусского языка» (1963), «Очерки по русской диалектологии» (1964) и других.

## Награды
- Государственная премия СССР (1971 год) — за участие в комплексе работ по белорусской лингвогеографии[1].